# Aron Haber Beron
Pour les articles homonymes, voir Haber et Beron.
Aron Haber Beron, né à Łódź en 1908 et mort dans la même ville en 1933, est un peintre polonais, actif en France.

## Biographie
Lorsqu'Aron Haber Beron s’installe en France, il se fait appeler Beron pour se distinguer de son frère. Tévié le frère de l’artiste arrive en France en 1927, rencontre le marchand Léopold Zborowski et lui montre les dessins d’Aron, alors âgé de dix-neuf ans. Zborowski se passionne pour son travail et décide de le faire venir de Pologne.